# Трондур Єнсен
Трондур Єнсен (фар. Tróndur Jensen; нар. 6 лютого 1993) — фарерський футболіст, який виступає на позиції півзахисника у клубі «ГБ Торсгавн» і збірній Фарерських Островів.

## Клубна кар'єра
Єнсен починав кар'єру в клубі «ГБ Торсгавн» в 2010 році, але спочатку він грав в основному у другій команді. За першу команду дебютував 26 червня 2011 року в зустрічі проти клубу «Б36 Торсгавн» (1:3), а перший гол забив 27 серпня, коли його команда виграла 5:0 у клубу «Б71 Сандур». До 2014 року він зіграв у 79 матчах основної команди і забив чотири голи, а також виграв з клубом чемпіонат Фарерських Островів (2013). У листопаді того ж року він переїхав в Данію на навчання, що перервало його клубну кар'єру.
До Фарерських островів Єнсен повернувся в липні 2015 року і останні десять зустрічей у сезоні провів за «АБ Аргир», забивши один гол. Його клуб зайняв восьме місце в турнірній таблиці, уникаючи падіння до нижнього рівня змагань.
У жовтні 2015 року Єнсен повернувся до «ГБ Торсгавн», де під час наступного сезону  також грав здебільшого в стартовому складі, взявши участь в 29 зустрічах, однак, не забив жодного голу.

## Кар'єра у збірній
28 липня 2009 року Єенсен дебютував за збірну Фарерських островів U-17, граючи програв 0:7 матч топ-U-17 у матчі проти однолітків з Норвегії (0:7). У загальній складності на цьому рівні змагань виступив чотири рази, не забивши жодного гола.
У збірній U-19 зіграв в перший раз 4 листопада 2011 року в матчі проти Португалії (1:9). Виступив у цій віковій категорії три рази і забив один гол у гостях у матчі проти Сан-Марино (4:0) 9 листопада.
Провів Єнсен також 4 матчі в молодіжну збірну, в якій дебютував 15 жовтня 2013 року у зустрічі проти Німеччини (2:3).
У складі національної збірної Фарерських Островів дебютував 28 березня 2016 року в матчі проти Ліхтенштейну (3:2). Наразі провів два матчі, не забивши жодного голу.

## Титули і досягнення
- Чемпіон Фарерських островів (3):

«ГБ Торсгавн»: 2013, 2018, 2020
- Володар Кубка Фарерських островів (1):

«ГБ Торсгавн»: 2019
- Володар Суперкубка Фарерських островів (1):

«ГБ Торсгавн»: 2019